# Przymierze dla Polski (politieke partij)
Het Verbond voor Polen (PdP) (Pools: Przymierze dla Polski) is een kleine, rechtse politieke partij in Polen. De partij voerde onder meer campagne tegen de Poolse toetreding tot de Europese Unie en tegen Poolse deelname aan de oorlog in Irak.
De partij werd op 8 april 2001 opgericht door Gabriel Janowski, voormalig minister van Landbouw en jarenlang voorzitter van de agrarische partij PSL-PL. Aanleiding was het mislukken van Verkiezingsactie Solidariteit, waar de PSL-PL eerder in was opgegaan. Aanvankelijk werkte het PdP samen met de Liga van Poolse Gezinnen (LPR); bij de parlementsverkiezingen van 2001 kwam Janowski op de lijst van deze partij in de Sejm. De samenwerking werd in december 2002 echter verbroken als gevolg van groeiende onenigheid met LPR-leider Roman Giertych. 
In april 2005 nam het PdP deel aan de vorming van een alliantie met de ROP van Jan Olszewski en de RKN van Antoni Macierewicz, genaamd Patriottische Beweging. Deze behaalde bij de parlementsverkiezingen later dat jaar 1,05% en bleef daarmee ruim onder de kiesdrempel. Ook in latere verkiezingen heeft de partij nooit meer een rol gespeeld. Op 29 mei 2014 werd ze uit het kiesregister geschrapt, al is de partij nog steeds actief.